# Rajon Drahitschyn
Der Rajon Drahitschyn (belarussisch Драгічынскі раён Drahitschynski rajon; russisch Дрогичинский район Drogitschinski rajon) liegt in der Breszkaja Woblasz, Belarus. Er umfasst die Stadt Drahitschyn und ca. 60 kleinere Ortschaften.
Seit dem 9. Jahrhundert war die Gegend ein Teil der Kiewer Rus. 1921–1939 stand der Bezirk unter polnischer Herrschaft. Seit 1954 ist Drahitschyn administrativ ein Teil der Breszkaja Woblasz.

## Geographie
Der Rajon Drahitschyn liegt im mittleren Süden der Breszkaja Woblasz an der Grenze zu Ukraine. Die Nachbarrajone in der Woblast Brest sind im Norden Bjarosa, im Osten Iwanawa und im Westen Kobryn.

## Verwaltungsgliederung
- Passawet Antopal
- Selsawet Besdsesch
- Selsawet Braschewitschy
- Selsawet Haloutschyzy
- Selsawet Hutawa
- Selsawet Dsetkawitschy
- Selsawet Drahitschyn
- Selsawet Sakosel
- Selsawet Imjanin
- Selsawet Nemjarschany
- Selsawet Osauzy
- Selsawet Papina
- Selsawet Radastawa
- Selsawet Chomsk
- Selsawet Wulka